# Silvia Sciorilli Borrelli
Silvia Sciorilli Borrelli (Roma, 15 novembre 1986) è una giornalista italiana, corrispondente del Financial Times a Milano.

## Biografia
Figlia del giornalista Giulio Borrelli e nipote del politico Raffaele Sciorilli Borrelli, è cresciuta tra Roma e New York, dove la famiglia si era trasferita per ragioni di lavoro del padre, capo dell'ufficio di corrispondenza della RAI a New York dai primi anni 2000. Ha conseguito il diploma di baccellierato internazionale e si è laureata con lode presso l'Università Luigi Bocconi di Milano nel 2010. Dal 2015 è iscritta come giornalista professionista all'Ordine dei giornalisti della Lombardia.

## Carriera
Dal 15 aprile 2020 è la corrispondente da Milano per il giornale Financial Times. È opinionista per LA7, Sky TG24, BBC News, CNN International. 
Ha iniziato la carriera giornalistica nel 2012, dopo una breve esperienza in uno studio legale internazionale e uno stage al parlamento europeo di Strasburgo, iniziando a collaborare con Il Sole 24 Ore e CNBC. In quell'anno si è trasferita a Londra, dove ha lavorato dapprima per CNBC Europe e poi per Politico Europe. In Gran Bretagna si è occupata del referendum per l'indipendenza della Scozia, delle elezioni politiche del 2015 e della campagna che nel 2016 ha condotto alla Brexit; si è specializza in giornalismo finanziario raccontando le vicende della city di Londra. 
Nel 2016 è stata testimone oculare degli attentati di Bruxelles, che ha raccontato su Twitter dalla stazione della metropolitana di Maalbeek, dove si trovava al momento dell'attacco suicida. In quello stesso anno è divenuta opinionista per la CNN su temi di politica statunitense e in particolare sull'ascesa politica e, poi, la presidenza di Donald Trump. Alla fine del 2018 è stata inviata a Roma come corrispondente per Politico Europe per raccontare le vicende del primo governo guidato da Giuseppe Conte. Nel settembre 2018 ha firmato lo scoop sul concorso universitario del presidente del consiglio, che ha ricevuto attenzione internazionale e che ha costretto Conte a rinunciare alla cattedra all'Università La Sapienza di Roma. Si è poi occupata di affari europei ed economia. 
Nel marzo 2020, all'inizio della pandemia da COVID-19, ha firmato per Politico Europe un pezzo, poi ripubblicato sull'edizione statunitense della testata e ripreso da numerosi media internazionali, in cui racconta in prima persona i primi giorni di lockdown in Italia, il primo paese occidentale a essere travolto dal virus. Il pezzo ha condotto la giornalista ad entrare nel cast del podcast settimanale di The Spectator sul COVID-19. Il mese successivo ha iniziato a lavorare per il Financial Times, dove si occupa prevalentemente di questioni economico-aziendali italiane e di moda.
Nel 2022 ha pubblicato il suo primo saggio, L'Età del Cambiamento, sui giovani italiani e il mondo del lavoro per Solferino Editore.

## Riconoscimenti
Nel 2013 ha vinto il premio Morrione sezione giovanile del premio Ilaria Alpi per La forestale dei veleni, una video-inchiesta sul traffico di rifiuti tossici e radioattivi nel Mediterraneo negli anni novanta. Nel 2017 a Londra ha ricevuto il premio Talented Young Italians Award per il suo lavoro di giornalista italiana in Gran Bretagna. Nel 2020 è stata tra i vincitori del premio Magna Grecia Awards.
Nel 2022 ha vinto il Premio Viareggio per il giornalismo e il Premiolino.